# Фальц, Эрнест Феофилович
Эрнест Феофилович Фальц (нем. Ernst (Ernest) Gottlieb Faltz; 1779, Бычина, Опольское воеводство — 31 августа [12 сентября] 1855, Варшава) — юрист; сенатор Российской империи, тайный советник.

## Биография
Родился в 1779 году.
С 1797 года служил в судебной системе Пруссии: аускультантом в Петроковской регенции, затем занимал различные должности в судебных органах Петроковской, Варшавской и Калишской регенций. С 1807 года служил в администрации Варшавского герцогства (с 1815 — царства Польского): член ипотечного отделения апелляционного суда Калишского департамента, затем — судья этого же департамента, адвокат апелляционного суда, казённый поверенный при дирекции финансов Калишского департамента (1809—1817), защитник в генеральной прокуратуре (1817—1819).
С 1820 года — депутат Сейма царства Польского от Калишского округа и Калиша; повторно был избран в сейм в 1825 и 1830 годах. С 13 июня 1825 до ноября 1830 года — член законодательной депутации. Весной 1831 года вышел из состава сейма и выехал за границу.
Одновременно с 1828 года — советник, с 1832 — председатель генеральной консистории лютеранского исповедания. В 1833—1841 годы — член Государственного совета царства Польского; в 1835 году был командирован комиссаром для определения границ между царством Польским и королевством Прусским.
6 (18) сентября 1841 года произведён в тайные советники и назначен присутствовать в общем собрании варшавских департаментов правительствующего сената; с 1843 по 29 февраля 1844 года — первоприсутствующий во временном отделении IX департамента сената.
Умер в Варшаве 31 августа (12 сентября) 1855 года.

## Награды
- орден Святой Анны 1-й степени с императорской короной
- орден Святого Станислава 1-й степени
- орден Красного орла II класса со звездой
- знак отличия беспорочной службы
- табакерка с бриллиантами[5][6].

## Адреса
Варшава, Электоральная улица, № 795.

## Комментарии
1. ↑  В источниках[3] указывается также дата рождения 2 (13) марта 1778.
2. ↑  В статье Русского биографического словаря указана дата назначения 13 июня 1852 г. — явная опечатка, так как имеется уточнение «спустя пять лет после сейма 1820 года»[1].
3. ↑  20 июня 1831 года как отсутствующий на заседании сейма был исключён из списка депутатов[2].
4. ↑  Дата закрытия временного отделения.
5. ↑  В источниках[3] указывается также дата смерти 1 (13) сентября 1855, по-видимому, ошибочно.